# Барт, Фредрик
Фредрик Барт (норв. Fredrik Barth; 22 декабря 1928, Лейпциг — 24 января 2016) — норвежский социальный антрополог. Являлся профессором в Бостонском университете, Университете Осло, Университете Бергена (где основал кафедру социальной антропологии), Университете Эмори и Гарвардском университете. Стал правительственным учёным Норвегии в 1985 году. Член Норвежской академии наук и литературы. 
Как отмечал Дидье Фассен: "...Говорят,
что телевизионные программы, которые вел Фредрик Барт, внесли значительный вклад в то, чтобы
Норвегия стала невероятным очагом процветания публичной антропологии, хотя он заявил в
интервью 2001 года, что Франция была страной, где эта традиция была самой живой".

## Биография
Родился в семье профессора геологии Томаса Фредрика Барта. Вырос в Норвегии. С детства интересовался вопросами происхождения и эволюции человека. Его отец некоторое время преподавал в Чикагском университете, поэтому Барт принял решение поступить туда же в 1946 году. Окончив этот университет в 1949 году со степенью магистра в области палеоантропологии и археологии, он покинул США и вернулся в Норвегию, но сохранил связь с университетом и уже в 1951 году сопровождал этнографическую экспедицию этого университета в Ирак с целью изучения курдского населения страны. После окончания экспедиции Барт провёл год в Лондонской школе экономики и по итогам экспедиции написал там научную работу о населении Южного Курдистана, которую затем безуспешно пытался превратить в докторскую диссертацию; в итоге он продолжил обучение в Кембридже, выехав на полевые этнографические исследования в долину Сват в Пакистане, по итогам которых защитил докторскую диссертацию на тему исследования вопросов политического лидерства у сватских племён.
В 1961 году он был приглашён в Университет Бергена, чтобы основать и возглавить там кафедру антропологии; Барт принял это приглашение и планировал использовать для научной работы в родной стране опыт, полученный в научных учреждениях Великобритании и США. В Бергене он работал до 1972 года, занимаясь в основном вопросами общей теоретической антропологии, работы по которой обеспечили ему международную репутацию крупного учёного, и написав фундаментальную работу о влиянии предпринимательства на социальные перемены в северной части Норвегии.
В 1974 году переехал в Осло и сменил направление своих исследований, начав серьёзно заниматься этнографическими (и в том числе полевыми) исследованиями в Папуа-Новой Гвинее, Бали, Омане и Бутане, изучая в основном общественную структуру и ритуалы местных народов. В 1985 году он получил государственную стипендию от правительства Норвегии, которая позволила ему вести научную работу в двух университетах США: в университете Эмори с 1989 по 1996 годы и в Бостонском университете с 1997 по 2008 годы. Являлся профессором на кафедре антропологии в последнем.
Он также был избран иностранным почётным членом Американской академии искусств и наук в 1997 году.
Автор ряда книг.